# 拉布汉巴都县
拉布汉巴都县，又译为老武汗巴都县，是印度尼西亚北苏门答腊省的一个县，县治为兰陶普拉帕。11世纪至14世纪时的佛教王国Pannai即位于该县。
拉布汉巴都县的面积为9,233.18平方公里，2010年时的人口为414,417。